# جورج غور (لاعب كرة قاعدة)
جورج غور (بالإنجليزية: George Gore)‏ هو لاعب كرة قاعدة أمريكي، ولد في 3 مايو 1857 في وستبروك في الولايات المتحدة، وتوفي في 16 سبتمبر 1933 في أوتيكا في الولايات المتحدة.

## وصلات خارجية
- جورج غور على موقعبيزبول رفرنس.كوم (الدوري الرئيسي) (الإنجليزية)
- جورج غور على موقعبيزبول رفرنس.كوم (الدوري الثانوي) (الإنجليزية)